# Emma Hewitt
Emma Louise Hewitt (Geelong, Victòria (Austràlia), 28 abril de 1988) és una cantant i compositora australiana de música electrònica que resideix als Països Baixos.

## Biografia
Hewitt era la cantant principal de la banda de rock australiana "Missing Hours", que va formar amb el seu germà i que va treure un àlbum de debut del mateix nom l'octubre de 2008 a través de Sony Austràlia. La banda roman inactiva d'ençà que ambdós treballen com a cantants/compositors de música dance.
Tot i que Emma Hewitt es va formar dins de la música de rock, va treure el seu primer single sola el 2007 en el camp de la música House progressiva, "Carry me away", en col·laboració amb el DJ britànic Chris Lake. El single va arribar a ser número 11 i 12 a les llistes musicals d'Espanya i Finlàndia respectivament, va ser 50 setmanes al Billboard Hot Dance Airplay dels Estats Units fins a arribar a ser el número 1 el desembre 2007.
Després de l'èxit del seu primer single, va esdevenir una cantant trance, treballant amb diversos artistes coneguts com a Armin van Buuren, Dash Berlin, Cosmic Gate, Gareth Emery, Serge Devant i BT. El single "Waiting", publicat amb Dash Berlin el 2009, va arribar a la posició 25 de la llista de singles de Bèlgica i fou No. 1 a la llista mundial Global Trance. Al programa de ràdio A State of Trance d'Armin van Buuren, fou elegida (2,109 vots) per l'audiència com la segona millor cançó del 2009. A l'International Dance Music Awards del 2010, "Waiting" fou classificada com la millor cançó HiNRG/Euro Track. Hewitt fou nomenada dues vegades com a Best Trance Track amb "Watiting" i "Not Enough Time".

## Discografia
Com a "Missing Hours"ː
- Missing Hours (2008)

Com a Emma Hewittː
- Burn the Sky Down (2012)

Singlesː
- 2012: "Colours"
- 2012: "Miss You Paradise"
- 2012: "Still Remember You (Stay Forever)"
- 2012: "Foolish Boy"
- 2012: "Rewind"
- 2013: "Crucify"

Col·laboracionsː
- 2007: Chris Lake featuring Emma Hewitt – "Carry Me Away" (Hot Dance Airplay No. 1, Global Dance Tracks #28)
- 2009: Cosmic Gate featuring Emma Hewitt – "Not Enough Time"
- 2009: Serge Devant featuring Emma Hewitt – "Take Me With You"
- 2009: Dash Berlin featuring Emma Hewitt – "Waiting"
- 2009ː Amurai featuring Emma Hewitt – "Crucify Yourself"
- 2010: Ronski Speed presents Sun Decade featuring Emma Hewitt – "Lasting Light"
- 2010: Marcus Schössow and Reeves featuring Emma Hewitt – "Light"
- 2010: Gareth Emery with Emma Hewitt – "I Will Be the Same"
- 2010: Lange featuring Emma Hewitt – "Live Forever"
- 2011: Dash Berlin featuring Emma Hewitt – "Disarm Yourself"
- 2011: Allure featuring Emma Hewitt – "No Goodbyes"
- 2011: Allure featuring Emma Hewitt – "Stay Forever"
- 2011: Micky Slim featuring Emma Hewitt – "Tonight"
- 2011: Cosmic Gate featuring Emma Hewitt – "Be Your Sound"
- 2011: Cosmic Gate featuring Emma Hewitt – "Calm Down"
- 2012: Dash Berlin featuring Emma Hewitt – "Like Spinning Plates"
- 2013: Armin van Buuren featuring Emma Hewitt – "Forever is Ours"
- 2013: BT featuring Tritonal and Emma Hewitt – "Calling Your Name"
- 2014: Cosmic Gate featuring Emma Hewitt – "Going Home"
- 2015: 3LAU featuring Emma Hewitt – "Alive Again"
- 2015: Mark Sixma and Emma Hewitt – "Restless Hearts"
- 2016: Schiller and Emma Hewitt – "Looking Out for You", "Only Love"
- 2017: Andrew Rayel featuring Emma Hewitt – "My Reflection"
- 2017: Cosmic Gate featuring Emma Hewitt – "Tonight"
- 2017: Mark Sixma featuring Emma Hewitt – "Missing"
- 2017: P.A.F.F. and Emma Hewitt – "Give You Love"
- 2017: Aly & Fila featuring Emma Hewitt – "You & I"
- 2018: 3LAU featuring Emma Hewitt – "Worlds Away"
- 2018: Markus Schulz and Emma Hewitt – "Safe from Harm"
- 2018: Gareth Emery and Emma Hewitt – "Take Everything"[7]